# Rhombenkuboktaeder

Ein Rhombenkuboktaeder kann als expandierter Würfel oder expandiertes regelmäßiges Oktaeder angesehen werden.

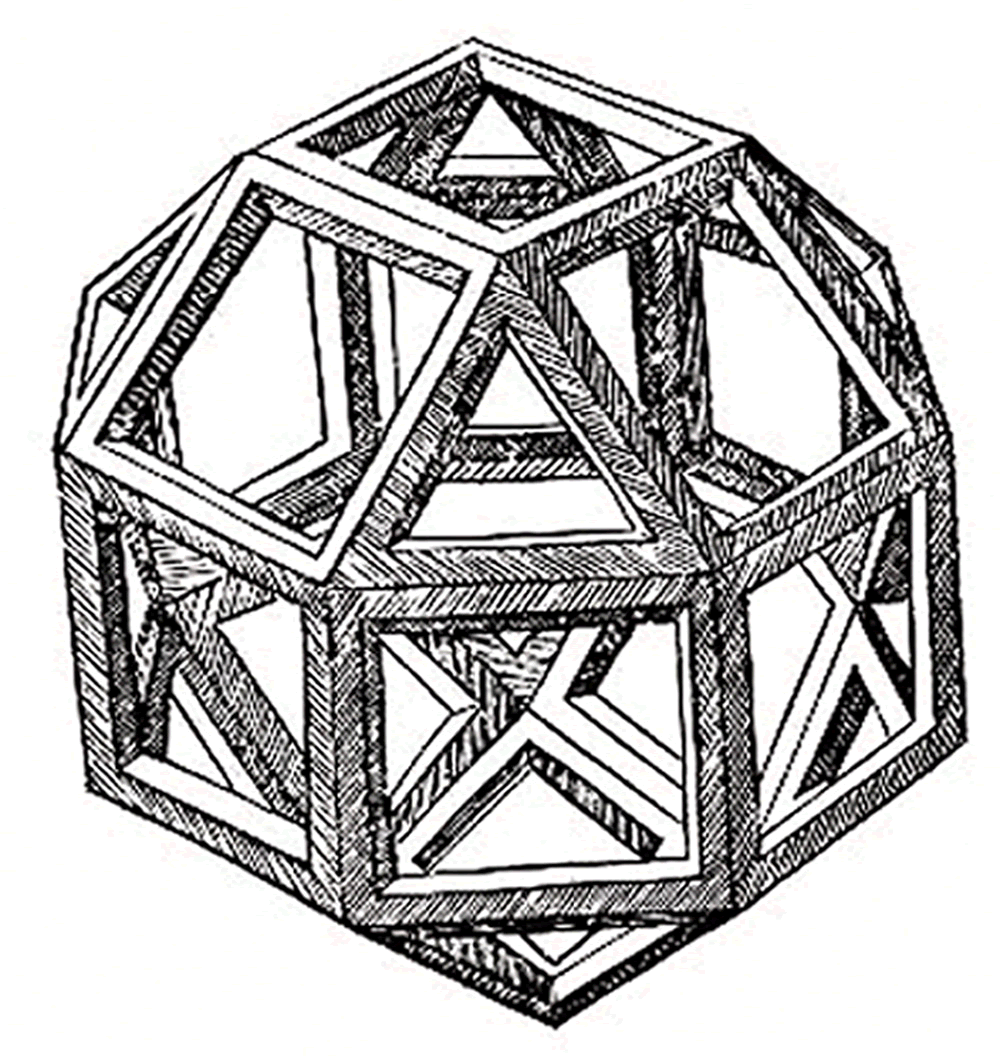
Älteste gedruckte Darstellung eines Rhombenkuboktaeders aus Leonardo da Vincis Divina Proportione

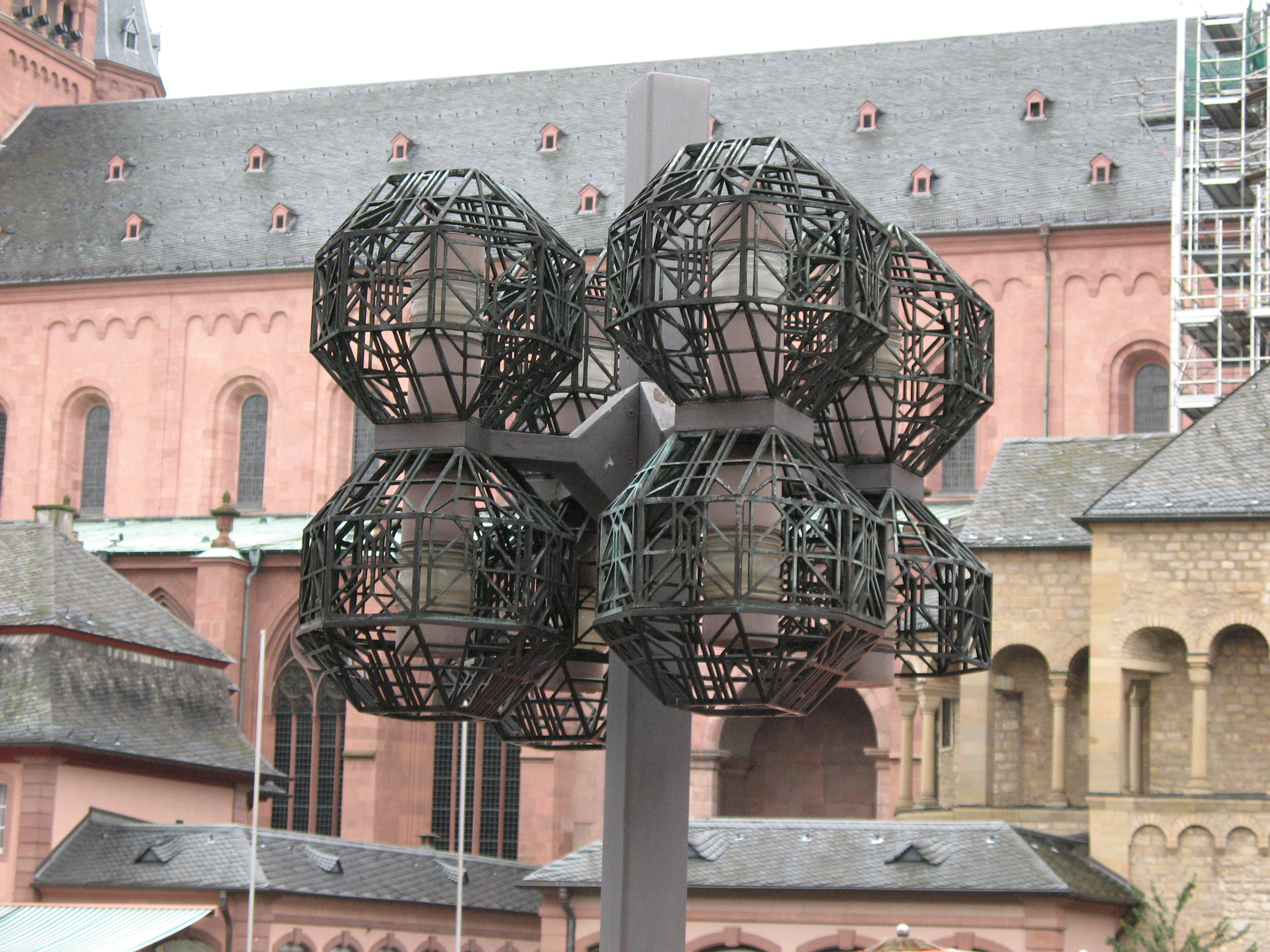
Straßenbeleuchtung vor dem Mainzer Dom

Das (kleine) Rhombenkuboktaeder ist ein Polyeder (Vielflächner), das zu den archimedischen Körpern zählt. Es setzt sich aus 8 gleichseitigen Dreiecken und 18 Quadraten zusammen. Dabei bilden jeweils drei Quadrate und ein Dreieck eine Raumecke.
Jeweils 8 Kanten des Rhombenkuboktaeders bilden die Kanten eines regelmäßigen Achtecks. Insgesamt gibt es sechs solcher unabhängiger, gleichseitiger Achtecke in diesem Polyeder.
Der Name des Rhombenkuboktaeders beruht u. a. auf der Tatsache, dass 12 der 18 Quadrate in den Ebenen der 12 Rhomben eines umbeschriebenen Rhombendodekaeders liegen.
Der zum Rhombenkuboktaeder duale Körper ist das Deltoidalikositetraeder.

## Kartesische Koordinaten
Die Permutationen von
{\displaystyle \left(\pm \left(1+{\sqrt {2}}\right),\quad \pm 1,\quad \pm 1\right)}
sind die kartesischen Koordinaten der Ecken eines Rhombenkuboktaeders mit Mittelpunkt im Ursprung und Kantenlänge 2.

## Formeln
| Größen eines Rhombenkuboktaeders mit Kantenlänge a | Größen eines Rhombenkuboktaeders mit Kantenlänge a                                                             |
| -------------------------------------------------- | --- |
| Volumen ≈ 8,71 a3                                  | {\displaystyle V={\frac {2}{3}}\,a^{3}\left(6+5{\sqrt {2}}\right)}                                             |
| Oberflächeninhalt ≈ 21,46 a2                       | {\displaystyle A_{O}=2\,a^{2}\left(9+{\sqrt {3}}\right)}                                                       |
| Umkugelradius ≈ 1,4 a                              | {\displaystyle R={\frac {a}{2}}{\sqrt {5+2{\sqrt {2}}}}}                                                       |
| Kantenkugelradius ≈ 1,31 a                         | {\displaystyle r={\frac {a}{2}}{\sqrt {4+2{\sqrt {2}}}}}                                                       |
| Flächenwinkel (Quadrat–Quadrat) = 135°             | {\displaystyle \cos \,\alpha _{1}=-{\frac {1}{2}}{\sqrt {2}}}                                                  |
| Flächenwinkel (Quadrat–Dreieck) ≈ 144° 44′ 8″      | {\displaystyle \cos \,\alpha _{2}=-{\sqrt {\frac {2}{3}}}}                                                     |
| Eckenraumwinkel ≈ 1,108 π                          | {\displaystyle \Omega =2\pi -\arccos \left(-{\frac {2}{3}}{\sqrt {2}}\right)}                                  |
| Sphärizität ≈ 0,95408                              | {\displaystyle \Psi ={\frac {\sqrt[{3}]{32\,\pi \left(43+30{\sqrt {2}}\right)}}{2\left(9+{\sqrt {3}}\right)}}} |

## Trivia
In der Technik wird die Form bei Bauteilen verwendet, die als Knoten zum Aufbau von metallenem Raumfachwerk dienen.
Das Rhombenkuboktaeder bildet den Grundkörper des als Advents- und Weihnachtsstern weit verbreiteten Herrnhuter Sterns.
Die Nationalbibliothek von Belarus ist in Form eines Rhombenkuboktaeders erbaut.